# The Best of The Animals (1966.)
The Best of The Animals prvi je kompilacijski album britanskog rock sastava The Animals, kojeg diskografska kuća MGM objavljuje u veljači 1966. godine. U srpnju 1966. godine, album je dobio zlatni certifikat. Časopis Rolling Stone 1977. godine stvalja ga na svoj popis 200 najznačajnijih glazbenih albuma izdanih u posljednjih 60. godina.

## O albumu
Album sadrži kolekciju Animalsovih najboljih hitova u periodu od 1964. do 1966. godine. Objavljen je u Sjedinjenim Državama ali nikad nije izašao u Velikoj Britaniji (tamo je objavljen sličan album pod nazivom The Most of The Animals). Materijal se sastoji od pop hitova u kombinaciji s bluesom i R&B-om.
Album je imao veliki komercijalni uspjeh na Billboardovoj top 200 ljestvici gdje je zauzeo šestu poziciju, koja je ujedno bila i najviša u glazbenoj karijeri sastava. Album je na toj poziciji ostao više od dvije godine. U kasnijim desetljećima album je objavljen nekoliko puta s istim imenom, a ponekad i s istim omotom, ali uvijek s različitim pjesmama.
Ovo je prvi Animalsov album s novim članom na klavijaturama, Daveom Rowberryem.

## Popis pjesama

### Strana prva
1. "It's My Life" (Roger Atkins, Carl D'Errico) – 3:09
2. "Gonna Send You Back to Walker" (Johnnie Mae Matthews, John Hammond Jr.) – 2:20
3. "Bring It On Home to Me" (Sam Cooke) – 2:40
4. "I'm Mad" (John Lee Hooker) – 4:15
5. "House of the Rising Sun" (Alan Price) – 4:29 (neobjavljena verzija)

### Strana druga
1. "We Gotta Get out of This Place" (Barry Mann, Cynthia Weil) – 3:17
2. "Boom Boom" (John Lee Hooker) – 2:57
3. "I'm In Love Again" (Fats Domino) – 2:59
4. "Roberta" (Al Smith, John Vincent) – 2:04
5. "I'm Crying" (Alan Price, Eric Burdon) – 2:30
6. "Don't Let Me Be Misunderstood" (Bennie Benjamin, Sol Marcus, Gloria Caldwell) – 2:26

## Izvođači
- Eric Burdon – vokal
- Alan Price – klavijature, osim gdje je drugačije naznačeno
- Dave Rowberry – klavijature u pjesama "We Gotta Get out of This Place" i "It's My Life"
- Hilton Valentine – gitara
- Chas Chandler – bas-gitara
- John Steel – bubnjevi